# آزمایش تغییر جهت سیارک دوگانه
آزمایش تغییر مسیر دوگانهٔ سیارک یا دارت (انگلیسی: Double Asteroid Redirection Test) (اختصاری DART) مأموریتی فضایی از ناسا با هدف آزمایش روشی برای پرهیز از برخورد سیارک در برابر اجرام نزدیک به زمین است. این کاوشگر در اصل یک کاوشگر فضایی را به سیارک دوگانه دیدیموس خواهد کوبید تا آزمایش کند که آیا اثر جنبشی یک برخورد فضاپیما می‌تواند با موفقیت یک سیارک را در مسیر برخورد با زمین منحرف کند یا خیر.
دارت یک پروژهٔ مشترک بین ناسا و آزمایشگاه فیزیک کاربردی جان هاپکینز (APL) است که توسط دفتر هماهنگی دفاع سیاره‌ای ناسا اداره می‌شود و چندین آزمایشگاه و دفترهای ناسا پشتیبانی فنی را ارائه می‌دهند. شرکای بین‌المللی، مانند آژانس فضایی اروپا، ایتالیا و ژاپن، در پروژه‌های مرتبط یا بعدی مشارکت دارند. در اوت ۲۰۱۸، ناسا این پروژه را برای شروع مرحلهٔ نهایی طراحی و مونتاژ تأیید کرد. این پرتاب برای ۲۴ نوامبر ۲۰۲۱، در ساعت ۰۶:۲۰ UTC برنامه‌ریزی شد و برخورد آن برای ۲۶ سپتامبر ۲۰۲۲ در ساعت ۲۳:۱۴ UTC تعیین شده‌بود.

## پیشینه

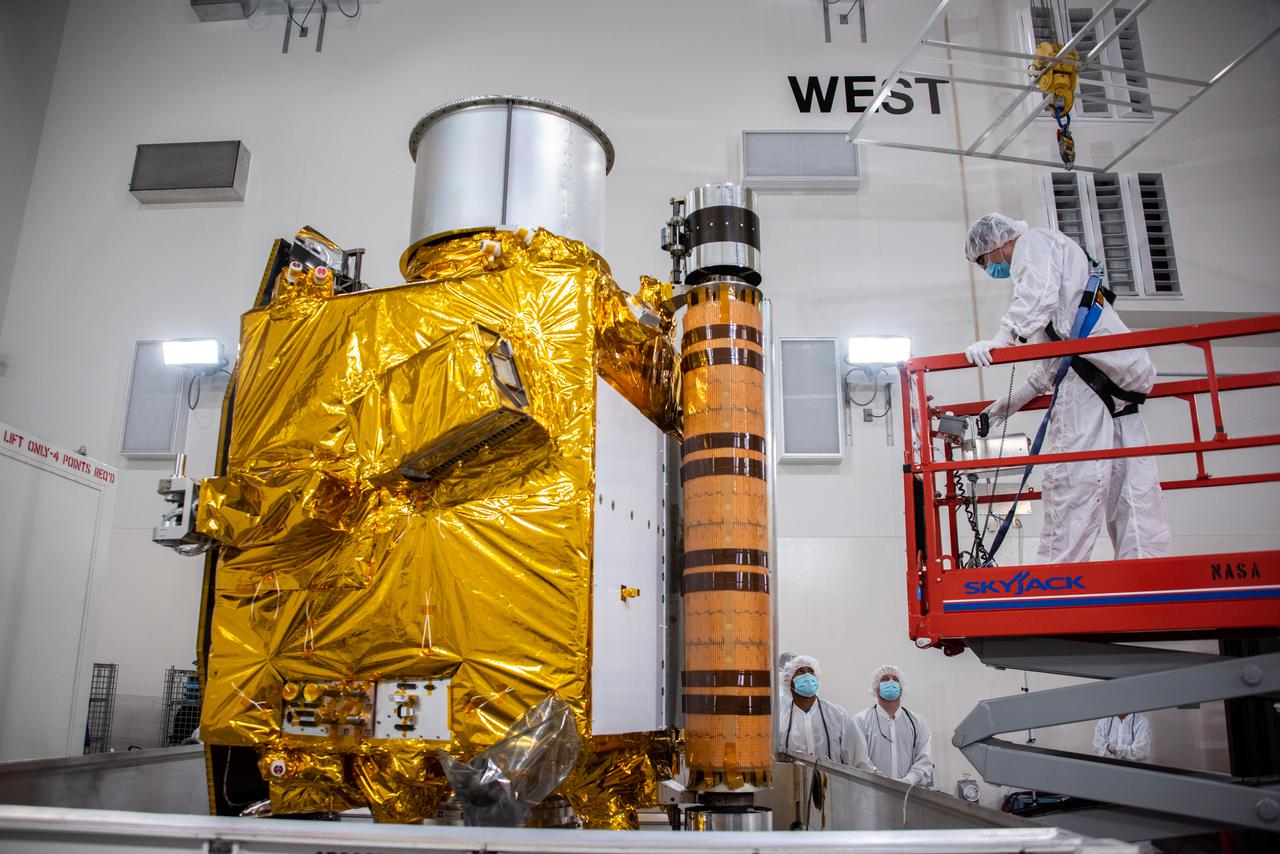
وضعیت دارت در پیکربندی راه‌اندازی

در ابتدا، آژانس فضایی اروپا (ESA) و ناسا هرکدام برنامه‌های مستقلی برای مأموریت‌هایی به‌منظور آزمایش استراتژی‌های انحراف سیارک داشتند تا اینکه در سال ۲۰۱۵ آنها به یک همکاری مشترک به نام AIDA شامل دو پرتاب فضاپیمای جداگانه که از یاری هم بهره می‌گیرند، رسیدند.
بر اساس این پیشنهاد، فضاپیمای اروپاییِ AIM، در دسامبر ۲۰۲۰ و دارت در ژوئیه ۲۰۲۱ پرتاب می‌شدند. AIM به مطالعهٔ ترکیب آن سیارک و قمری که به دور سیارک بزرگ‌تر می‌چرخید می‌پردازد. دارت سپس در ۲۶ سپتامبر ۲۰۲۲، در طول نزدیک شدن به زمین، به صورت برخوردی بر قمر سیارک ضربه می‌زند. AIM می‌بایست قدرت سیارک، یژگی‌های فیزیکی سطح و ساختار درونی سیارک را مورد مطالعه قرار دهد و همچنین تأثیر آن برخورد را بر مدار سیارک به دور سیارک بزرگ‌تر اندازه‌گیری کند.
این روش اجتناب از برخورد سیارک قبلاً یک بار برای هدف کاملاً متفاوت (تجزیه و تحلیل ساختار و ترکیب یک دنباله‌دار) توسط فضاپیمای ضربه‌ای کاوشگر فضایی برخورد ژرف ۳۷۲ کیلوگرمی (۸۲۰ پوند) ناسا اجرا شده‌بود. در برخورد، ۱۹ گیگا ژول انرژی (معادل ۴٫۸ تن تی‌ان‌تی) آزاد شد، حفره‌ای به عرض ۱۵۰ متر (۴۹۰ فوت) حفر کرد و حضیض دنباله‌دار تمپل ۱ را کاهش داد. ۱ در ۱۰ متر (۳۳ فوت)، تغییر مدار به اندازه ۱۰ سانتی‌متر (۳٫۹ اینچ) و تغییر سرعت ۰٫۰۰۰۱ میلی‌متر بر ثانیه (۰٫۰۱۴ اینچ در ساعت) پس از برخورد با دنباله‌دار با سرعت ۱۰٫۲ کیلومتر بر ثانیه (۶٫۳ مایل) /ثانیه) در ۴ ژوئیه ۲۰۰۵.
با لغو مدارگرد AIM، سپس مأموریت فضایی هرا جایگزین آن شد، تا وضعیت سیارک را چهار سال پس از برخورد دارت مشاهده کند. سپس اثرات ضربه دارت به‌صورت زنده از تلسکوپ‌های زمینی و رادار نظارت شود.
در ژوئن ۲۰۱۷، ناسا گذشتن از مرحلهٔ توسعه مفهومی به مرحلهٔ طراحی اولیه را تصویب کرد، و در اوت ۲۰۱۸ ناسا این پروژه را برای شروع مرحله طراحی و مونتاژ نهایی تأیید کرد.
در ۱۱ آوریل ۲۰۱۹، ناسا اعلام کرد که از فالکون ۹ اسپیس اکس برای پرتاب دارت استفاده خواهد شد.

## شرح مأموریت

### فضاپیما

انیمیشن مسیر دارت • • • • •

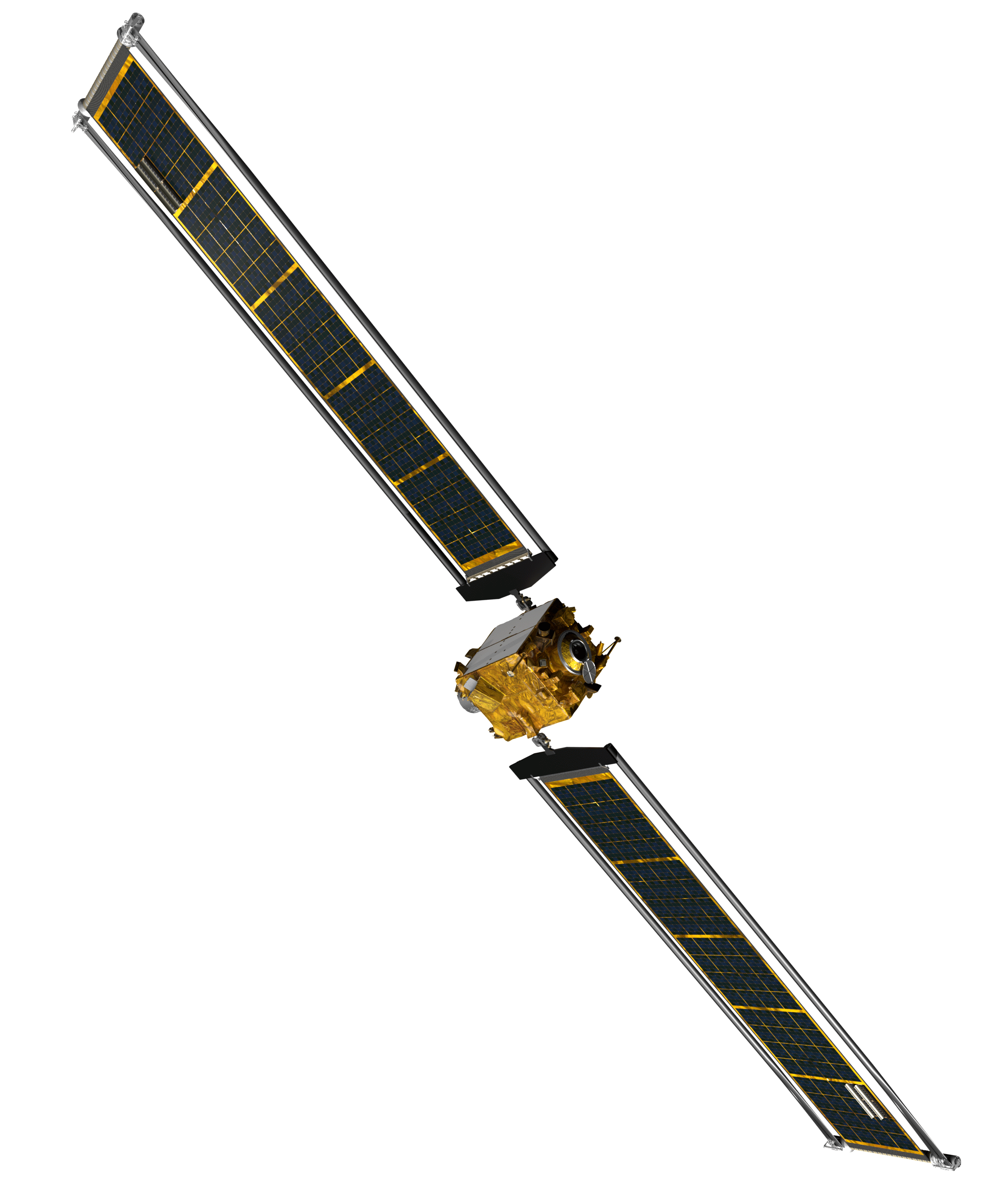
ماهوارهٔ دارت تنها ابزار خود، دوربین دراکو (DRACO) را نشان می‌دهد.

دارت ضربه‌زنی به وزن ۶۱۰ کیلوگرم (۱۳۴۰ پوند) است٬ که هیچ محمولهٔ علمی دیگری جز حسگر خورشیدی ردیاب ستاره و دوربین ۲۰ سانتی‌متری (۷٫۹ اینچی) (دوربین شناسایی دیدیموس و سیارک برای ناوبری نوری) ندارد. ناوبری - دراکو بر اساس تصویرگر شناسایی دوربرد (LORRI) در فضاپیمای نیوهورایزنز برای پشتیبانی از ناوبری مستقل برای زدن ضربه به قمر کوچک سیارک؛ در مرکز آن، صورت گرفته‌است.
تخمین زده می‌شود که ضربه ۵۰۰ کیلوگرمی (۱۱۰۰ پوند) دارت با سرعت ۶٫۶ کیلومتر بر ثانیه (۴٫۱ مایل بر ثانیه) تغییر سرعتی در حدود ۰٫۴ میلی‌متر بر ثانیه را سبب می‌شود که منجر به تغییر کوچکی در مسیر منظومه سیارکی می‌شود، اما با گذشت زمان، منجر به تغییر مسیر بزرگی می‌شود. ضربه مرکز شکل دیمورفوس را هدف قرار خواهد داد و باید تناوب مداری را که در حال حاضر ۱۱٫۹۲ ساعت است، تقریباً ۱۰ دقیقه کاهش دهد.در طول میلیون‌ها کیلومتر، تغییر مسیر تجمعی خطر برخورد سیارکی که قبلاً به زمین متوجه شده بود را از بین می‌برد.

### تأثیر ضربه بر مداردیمورفوسودیدیموس
فضاپیما باید در جهت مخالف حرکت سیارک به دیمورفوس برخورد می‌کرد. تغییر سرعت واقعی و تغییر مداری در در لحظهٔ برخورد از قبل دانسته نیست و به توپوگرافی و ترکیب سطح بستگی دارد. انتظار بر این است که در پی این برخورد، سرعت مداری دیمورفوس اندکی کاهش یابد و کاهش شعاع مدار آن را به دور دیدیموس باعث شود. مسیر دیدیموس نیز اصلاح شود، اما به نسبت کاهش یابد، زیرا جرم دیمورفوس بسیار کمتر از دیدیموس است. یک اثر «افزایش تکانه» قابل پیش‌بینی ضعیف وجود دارد که دلیل آن سهم تکانه پس زدگی از پرتاب ضربه است. تکانه نهایی منتقل شده به بزرگ‌ترین قطعه باقی مانده از سیارک می‌تواند تا ۳ تا ۵ برابر شتاب برخورد باشد، و به دست آوردن اندازه‌گیری‌های دقیق از تأثیرها، که به اصلاح مدل‌های چنین برخوردهایی کمک می‌کند، یکی از اهداف اصلی این مأموریت است.

## مشاهده‌های صحنهٔ برخورد

مشاهدات صحنه برخورد تلسکوپ هابل، (سپتامبر ۲۶–۲۷): توضیح دو نگاره در کنار هم را ببینید.

دیمورفوس از دیدگاه جیمز وب (سپتامبر ۲۶–۲۷): توضیح دو نگاره در کنار هم را ببینید.

تلسکوپ فضایی هابل، تلسکوپ فضایی جیمز وب و رصدخانه زمینی اتلس، دامنهٔ ستون مواد به بیرون پرتاب شده از برخورد دارت را شناسایی کردند. برآوردهای اولیه از تغییرات در دوره مدار دودویی در عرض یک هفته و نیز داده‌های منتشر شده توسط لیچیاکیوب مورد انتظار است. علم مأموریت دارت به نظارت دقیق زمینی بر مدار دیمورفوس در روزها و ماه‌های بعدی بستگی دارد. دیمورفوس برای تقریباً هر ناظری کوچکتر از آن است که بتواند مستقیماً آن را ببیند، اما هندسهٔ مداری آن به گونه‌ای است که در هر مدار یک بار از دیدیموس عبور می‌کند و نیمی از مدار بعد از پشت آن عبور می‌کند، بنابراین هر ناظری که بتواند سیستم دیدیموس را تشخیص دهد، سیستم دیدیموس را خواهد دید. با عبور دو بدنه کم نور می‌شود و دوباره روشن می‌شود. این برخورد برای لحظه ای برنامه‌ریزی شده بود که فاصله بین دیدیموس و زمین به حداقل رسیده‌است و به بسیاری از تلسکوپ‌ها اجازه می‌دهد تا از مکان‌های زیادی رصد کنند. این سیارک تا سال ۲۰۲۳ نزدیک به مخالف خواهد بود و در ارتفاعات آسمان شب قابل مشاهده خواهد بود. تشخیص تغییر در مدار دیمورفوس به دور دیدیموس توسط تلسکوپ‌های نوری انجام می‌شود که خسوف‌های متقابل این دو جسم را از طریق نورسنجی روی جفت دیمورفوس-دیدیموس تماشا می‌کنند.
چند سال بعد، یک شناسایی و ارزیابی دقیق توسط فضاپیمایی به نام هرا انجام خواهد شد که موافقت به انجام آن توسط ESA در نوامبر ۲۰۱۹ تأیید شد و قرار است در دسامبر ۲۰۲۶ به آنجا برسد.

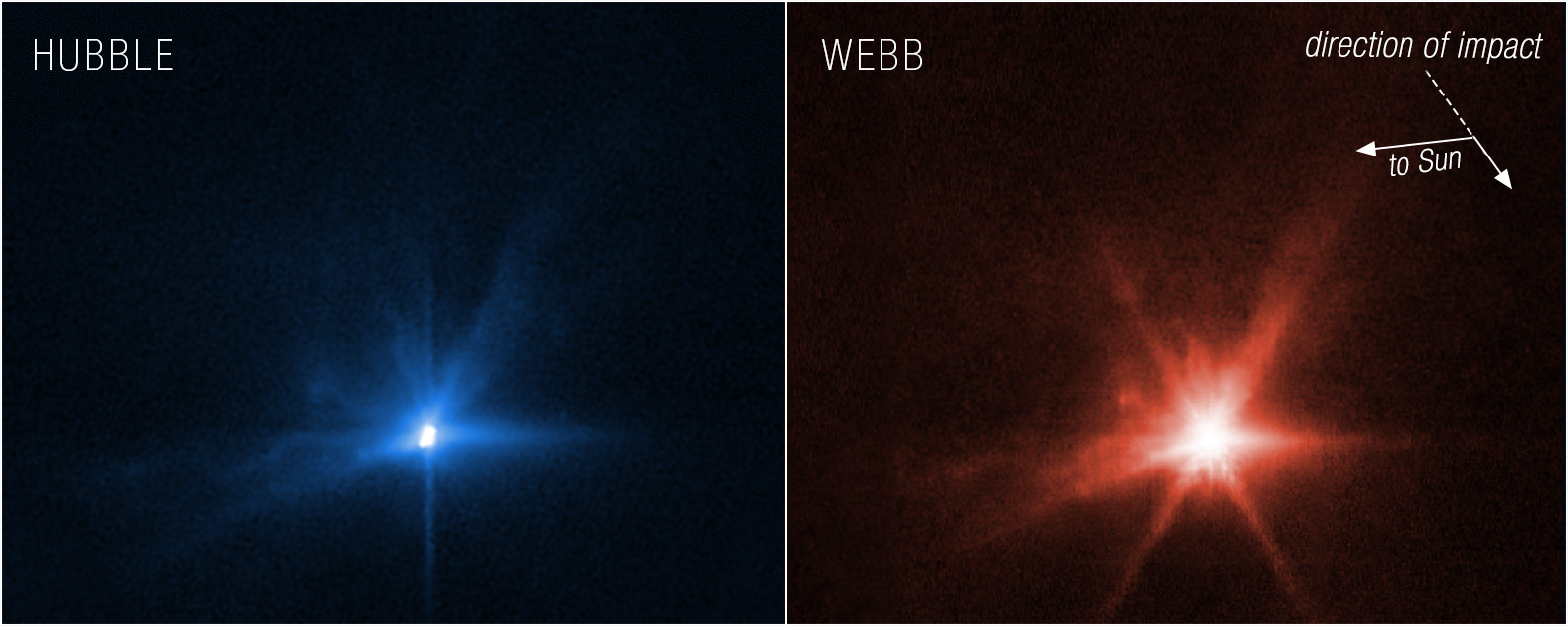
مشاهدات ۴–۵ ساعته تلسکوپ هابل (چپ) و جیمز وب (راست)
از دیمورفوس توجه: این یک ستاره نیست، بلکه درخششی از بازتاب برخورد دیمورفوس است.

## مأموریت پیگیری
در یک پروژه مشترک، آژانس فضایی اروپا در حال توسعه هرا است که فضاپیمایی است که در سال ۲۰۲۴ به سوی دیدیموس پرتاب خواهد شد و در سال ۲۰۲۷ (۵ سال پس از برخورد دارت) به آن خواهد رسید، تا یک شناسایی و ارزیابی دقیق بر روی آن انجام دهد. هرا دو تاسواره میلانی CubeSats، و تاسواره جونتاس (Juventas) را با خود حمل خواهد کرد.

## نگارخانه
- ویدئوی زندهٔ مأموریت دارت از راه‌اندازی تا برخورد نهایی همراه با نمایش جداسازی تاسوارهٔ لیچیاکیوب
- اندازهٔ ماهوارهٔ دارت و سیارک‌های دیدیموس
- نگاره-گراف تأثیر برخورد دارت بر مدار دیدیموس بی و استقرار لیچیاکیوب در مدار را نشان می‌دهد
- نماهایی از سیستم سیارک دوتایی دیدیموس و دیمورفوس که از تأسیسات راداری در رادار سیاره‌ای گلدستون آزمایشگاه پیشرانه جت ناسا در کالیفرنیا و رصدخانه گرین بانک بنیاد ملی علوم به دست آمده‌است.
- این نگاره‌ها مجموعه‌ای از تصاویر راداری را نشان می‌دهد که در زمان‌های مختلف در ۹ اکتبر ۲۰۲۲ از سیستم سیارک دوتایی دیدیموس و دیمورفوس گرفته شده و از تأسیسات راداری ناسا JPL به دست آمده‌است.
- این نمودار بینشی از داده‌هایی که تیم دارت برای تعیین مدار دیمورفوس پس از برخورد از آن استفاده کردند را، ارائه می‌دهد
- این انیمیشن نمای بسیار بزرگنمایی شده‌ای از نحوه مشاهده مدار دیمورفوس به دور دیدیموس از زمین را نشان می‌دهد.